# Ватценроде, Лукаш
Лукаш (Лукас) Ватценроде (нем. Lucas Watzenrode; 30 октября 1447, Торн (ныне Торунь, Польша) — 29 марта 1512, там же) — епископ варминский (18.05.1489 — 29.03.1512). Дипломат. Доктор канонического права.

## Биография
Родился в семье состоятельных немецких бюргеров Торна. Приходился дядей по матери Николаю Копернику. С 1482 года взял на себя опеку над 9-летним племянником, оставшимся сиротой.
Л. Ватценроде получил прекрасное образование. В 1463—1464 годах обучался в Краковской академии, затем в 1465—1468 — в университете в Кельне, после окончания которого стал магистром свободных искусств. С 1470 по 1473 продолжил обучение в Болонском университете, где получил степень доктора канонического права. Ещё до защиты научной степени — читал в Болонье курс лекций. После возвращения на родину руководил школой при торнском костëле.
Иерейское рукоположение принял в 1478 году. Служил каноником Влоцлавским (1478), варминским (1479), гнезненским (1485), кроме того в 1482 — архидиаконом калишским и официалом гнезненским, членом ленчицкого капитула по надзору за школами (1485).
В 1477—1488 состоял при куявском епископе и примасе З. Олесницком, исполняя обязанности церковного судьи.
Престарелый епископ варминский Миколай Тунген, последовательный сторонник независимости Вармии от влияния Польского королевства, избрал Лукаша Ватценроде своим преемником, не желая, чтобы должность епископа-князя варминского получил, как того хотел Казимир IV Ягеллончик — сын короля Фредерик Ягеллон.
В конце 1488 года Ватценроде отправился в Рим. 18.05.1489 капитул избрала его на пост епископа-князя варминского. Избрание утвердил папа римский Иннокентий VIII.
Приступив к исполнении пастырских обязанностей, Ватценроде заручился поддержкой Великого магистра Тевтонского ордена Иоганна фон Тифена, деятелей Королевской Пруссии и части польского духовенства. Однако король Казимир IV, умерший в 1492 году, так и не смирился с провалом своих планов на варминское епископство.
После смерти Казимира IV Ватценроде установил хорошие отношения с его наследником Яном I Ольбрахтом и в 1494 принес ему присягу. С этого времени епископ был советником не только Яна I, но последующих польских королей Александра Ягеллончика и Сигизмунда I. Был сенатором в польском Сейме.
В начале своего епископства, как и его предшественник, выступал сторонником независимости Вармии, однако со временем стал стремиться к укреплению связей с Польским королевством, снижению влияния Данцига и прежде всего, Тевтонского ордена. По совету Ватценроде польский король Ян I Ольбрахт предложил переместить Тевтонский орден из Пруссии в Подолию для борьбы с турецко-татарской агрессией, а территории Ордена присоединить в Польской короне. Из-за этого его отношения с Орденом обострились. В феврале 1496 года состоялась встреча Ватценроде с группой послов из Ордена, во время которой епископ был проинформирован о том, что Орден подал в Трибунал Апостольской Римской курии иск против него. Разгневанный епископ письмом подал протест в Кёнигсберг и передал послам заявление, что Ватценроде готов обжаловать их иск перед Римским Трибуналом.
Ватценроде играл важную роль в политической жизни Королевской Пруссии и, в попытке навязать свою волю, вступил в конфликт с крупными городами (главным образом, Данцигом). С 1508 он председательствовал на заседаниях прусского Совета, управлявшего провинцией.
Большинство членов варминского капитула не поддерживало политики епископа на будущее Вармии, сотрудничество с ним каноников не складывалось, кроме прочего, и по причине сложного характера, не терпящего возражений.
Лукаш Ватценроде был меценатом искусства и наук. Он подарил костëлам Вармии много ценных произведений искусств, алтарей, чаш, атрибутов для проведения литургий. Собрал большую библиотеку, инициировал печатание первых в Вармии литургических книг, планировал создать университет в Элбинге (ныне Эльблонг, Польша). Кроме того, епископ заботился об усилении крепостей Вармии. В частности по его приказу замок Рёссель обнесли ещё одной внешней стеной.
Он мечтал о церковной карьере для своего племянника, Николая Коперника. В 1495 году он пригласил его в свой замок Хайльсберг (в Лидзбарк-Варминьски), надеясь, что ему удастся обеспечить своего родственника вакантным местом в Варминском епископстве. В 1497 году он добился назначения Коперника каноником варминским, позже ввёл в состав капитула также брата Николая — Андрея. Он мечтал увидеть Николая Коперника епископом Вармии и даже получил 29 ноября 1508 от папы римского Юлия II письменное разрешение о выдвижении кандидатуры его племянника на этот пост. Коперник помогал епископу во время конфликтов по поводу границ с Данцигом, Эльбингом и Орденом, в составлении карт нескольких спорных территорий.
В июне-июле 1510 года Коперник сопровождал своего дядю на международную встречу в Посен (Познань), которая была ещё одной попыткой урегулировать спор между Польшей и Орденом.
Л. Ватценроде умер в Торне во время возвращения с церемонии коронации Варвары Запольской (Барбара Заполья, дочь венгерского князя Стефана (Иштвана) Запольяи, после свадьбы с королём Сигизмундом I.